# Hyundai i20 WRC
De Hyundai i20 WRC is een rallyauto, gebaseerd op de Hyundai i20 en ingedeeld in de World Rally Car categorie, die door Hyundai wordt ingezet in het Wereldkampioenschap rally vanaf het seizoen 2014. 